# Heilig Chrüz (Oberrieden ZH)

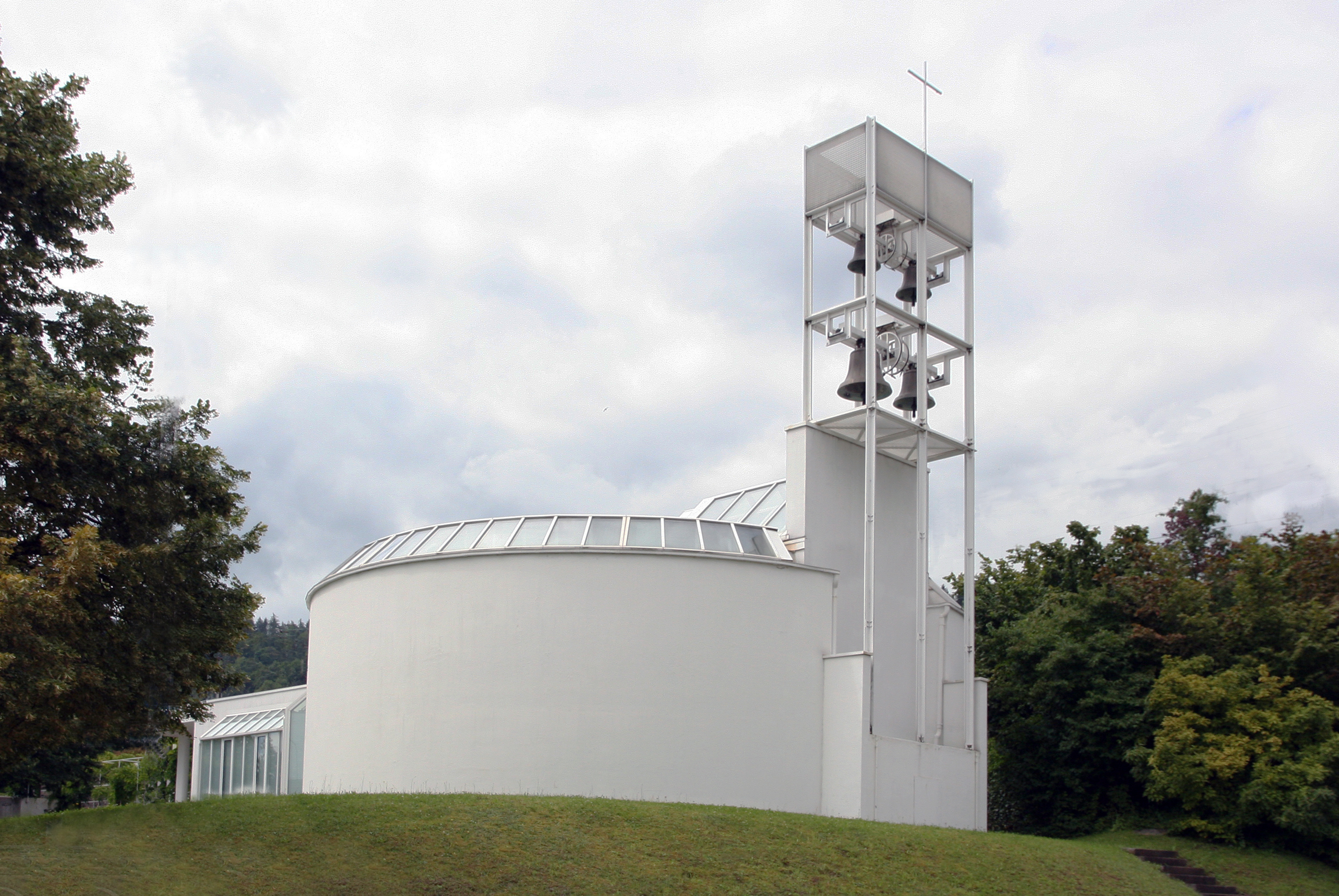
Kirche Heilig Chrüz

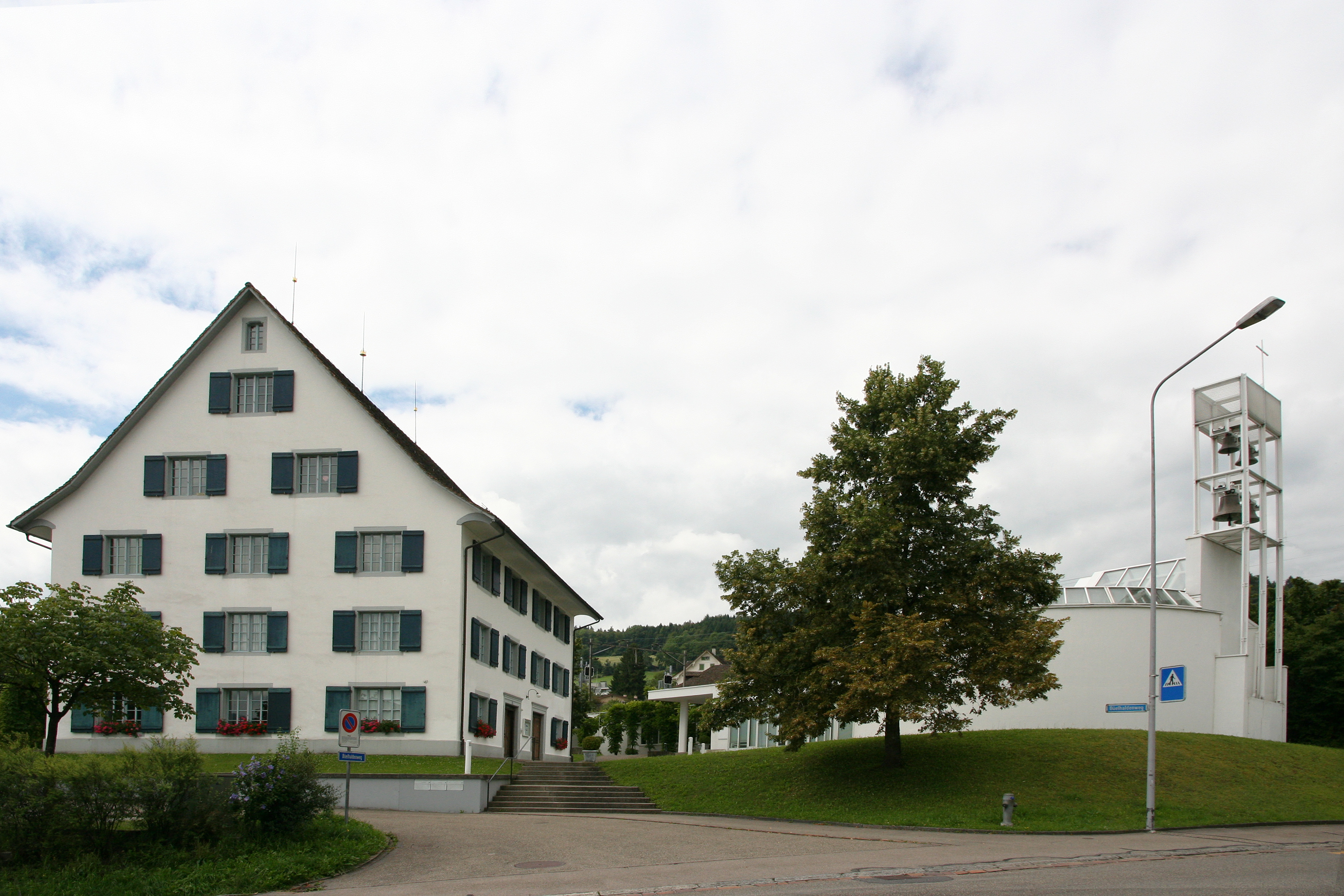
Haus Chrüzbüel und Kirche Heilig Chrüz

Die Kirche Heilig Chrüz (Heilig Kreuz) ist die römisch-katholische Pfarrkirche von Oberrieden im Kanton Zürich.

## Geschichte

### Vorgeschichte und Namensgebung
Das im 12. Jahrhundert urkundlich erstmals als Obrendrieden, 1250 als Oberreiden erwähnte Oberrieden war im Mittelalter kirchgenössig nach Horgen, als dessen vierte Wacht. Zehnten wurden bis 1812 ans Fraumünsteramt entrichtet. Erst 1760–1761 entstand eine eigene reformierte Kirchgemeinde samt reformierter Kirche.
Nach der Reformation in Zürich wurde diese im Jahr 1525 auch in Horgen durchgeführt. Die mittelalterliche Kirche wurde fortan für reformierte Gottesdienste benutzt, katholische Rituale waren verboten. Horgen und dessen Umland bildeten im Alten Zürichkrieg, während der Zürcher Reformation durch Ulrich Zwingli und der Gegenreformation einen Vorposten gegen die katholische Innerschweiz. Dies änderte sich im 19. Jahrhundert, zunächst durch die Helvetische Republik, das Toleranzedikt von 1807, das im Kanton Zürich erstmals wieder katholische Gottesdienste zuliess – allerdings örtlich auf die Stadt Zürich beschränkt –, sowie durch die Niederlassungs- und Religionsfreiheit des schweizerischen Bundesstaats von 1848. Die aufblühende Industrie in Horgen und Umgebung zog katholische Arbeiter mit ihren Familien aus der Zentral- und der Ostschweiz, aber auch aus dem nahen Ausland an das linke Ufer des Zürichsees. Da Horgen als Zentrum des Bezirks eine besondere Bedeutung zukam, wurde in Horgen die erste katholische Missionsstation am linken Zürichseeufer gegründet, unter massgeblicher finanzieller Förderung der Inländischen Mission. 1865 wurde in Horgen die erste Messe seit der Reformation gefeiert. 1872 konnte in Horgen die St. Josefskirche benediziert werden. Ab 1874 waren die wenigen in Oberrieden wohnenden Katholiken zur Pfarrei St. Josef Horgen zugehörig. Bereits ab dem Jahr 1886 erteilten die Geistlichen von Horgen in Oberrieden den Kindern Religionsunterricht. Erst im 20. Jahrhundert strebten die Oberriedner Katholiken eine selbständige Pfarrei an.

### Entstehungs- und Baugeschichte
Am 11. April 1937 hielt der Horgner Pfarrer anlässlich einer Volksmission den ersten katholischen Gottesdienst in Oberrieden seit der Reformation, und zwar im Saal des Restaurants Sternen. Von da an fand jeden zweiten Sonntag in diesem Saal ein katholischer Gottesdienst statt. Ab 1947 wurde der Sonntagsgottesdienst im Singsaal des Kleinkinder-Schulhauses abgehalten, vom 7. Oktober 1962 an im neu erbauten Saal des Gemeindehauses. Per 1. August 1963 erhob der Bischof von Chur, Johannes Vonderach, Oberrieden zum Pfarrrektorat. Zu diesem Zeitpunkt wurden in einem Mehrfamilienhaus an der Schäppi-Näf-Strasse 8 zwei Wohnungen für einen Geistlichen sowie für die pfarreilichen Aktivitäten gemietet. Ab Februar 1964 fanden in einem Kellerraum des Gemeindehauses auch Werktagsgottesdienste statt. Ab Oktober 1965 konnten die Katholiken die Friedhofskapelle Feld für die Sonntagsgottesdienste benutzen.
Am 19. Mai 1959 gründeten die Oberriedner Katholiken den Katholischen Kirchenbauverein Oberrieden, der zum Ziel hatte, das Geld für eine katholische Kirche in Oberrieden zu äufnen. Bis zur öffentlich-rechtlichen Anerkennung der katholischen Kirche im Kanton Zürich im Jahr 1963 sammelte der Kirchenbauverein Geld mittels 110'000 Bettelbriefen, die in der ganzen Schweiz verschickt wurden. Am 27. November 1958 kaufte der Kirchenbauverein Horgen die Liegenschaft Chrüzbüel in Oberrieden. Der Kirchenbauverein Oberrieden gab 1962 den Architekten Burlet und Mathys den Auftrag für ein Vorprojekt für eine Kirche mit 450 Sitzplätzen nebst Pfarrhaus und Pfarreiräumlichkeiten. Beim 1965 öffentlich ausgeschriebenen Architekturwettbewerb, bei dem 50 Projekte eingegangen waren, wurden drei Projekte zur weiteren Bearbeitung empfohlen. Es waren dies die Projekte von Justus Dahinden, Zürich, Viktor Langenegger, Menziken, und Alfons Weisser, St. Gallen. Am 29. Juni 1967 wurde unter den drei weiter ausgearbeiteten Projekten dasjenige von Viktor Langenegger als Gewinner gekürt. Die Kirchenpflege von Horgen versagte jedoch am 31. Oktober 1969 die Genehmigung für den Bau der projektierten Kirche in Oberrieden, was die Realisierung der Oberriedner Kirche um Jahre zurückwarf. In den 1970er Jahren mischte sich die kantonale Denkmalpflege, welche das Haus Chrüzbüel erhalten wollte, in die Baupläne der Katholiken in Oberrieden ein. Nach jahrelangen Verhandlungen entschied das Zürcher Verwaltungsgericht, dass zwar eine katholische Kirche auf dem Areal Chrüzbüel realisiert werden dürfe, aber nur bei gleichzeitigem Erhalt des historischen Gebäudes. Am 8. Juni 1986 entschied ein Urnengang der katholischen Kirchgemeinde Horgen-Oberrieden, dass die Kirche samt Pfarreizentrum auf dem Areal Chrüzbüel nach den Plänen der Architekten Erwin Peter Nigg und Egon Dachtler gebaut werden sollte. Am 10. August 1987 erfolgte der erste Spatenstich, am 25. Oktober die Grundsteinlegung, am 25. Juni 1988 wurden die Glocken von den Primarschülern von Oberrieden in den Kirchturm aufgezogen, und am 4. September 1988 konnte die fertiggestellte Kirche durch Bischof Johannes Vonderach eingeweiht werden.
Die Pfarrei Heilig Chrüz ist mit ihren 1'223 Mitgliedern (Stand 2021) eine der kleinen katholischen Kirchgemeinden des Kantons Zürich.

## Baubeschreibung

### Kirchturm und Äusseres

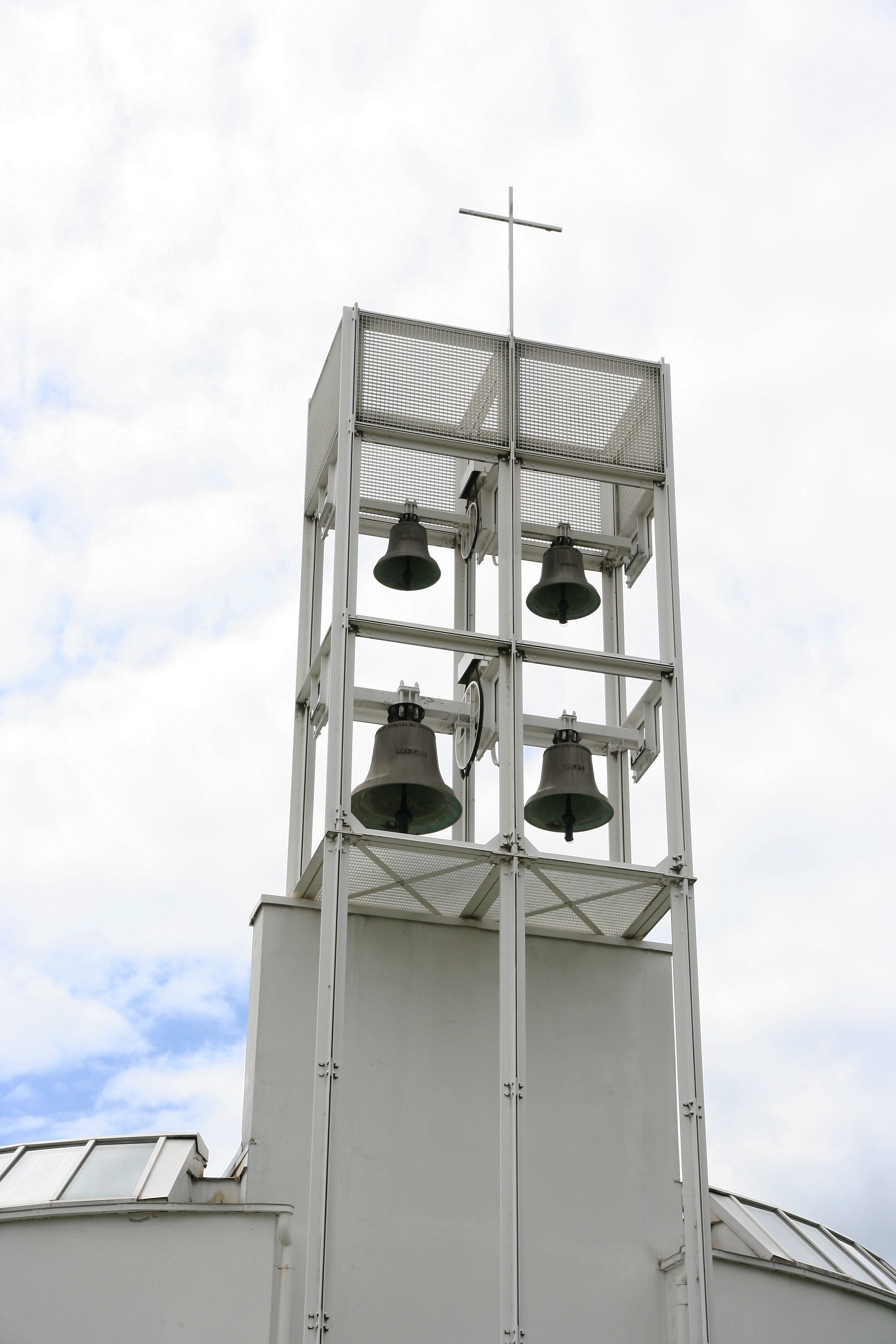
Freihängende Glocken

Die Kirche Heilig Chrüz befindet sich in Oberrieden auf dem Areal des historischen Hauses Chrüzbüel auf engem Baugrund zwischen der Alten Landstrasse und der Bahnstrecke Thalwil–Zug. Aufgrund der Erschütterungen durch die Bahn musste die Kirche als massiver Betonbau mit dreifachverglasten Fenstern realisiert werden. Es handelt sich um einen Rundbau mit offenem Kirchturm in Richtung Alter Landstrasse, in dem die vier Glocken samt Turmkreuz auf die katholische Kirche verweisen. An der Aussenmauer befindet sich eine Betonplastik von Otto Müller. Sie trägt den Titel Das Gespräch und soll auf die Funktion des Aussenplatzes als Begegnungsort hinweisen. Während der Bauarbeiten wurden auf dem historischen Gelände zwei Sodbrunnen entdeckt. Der eine ist im Foyer bei der Garderobe durch ein quadratisches Fenster sichtbar. Der zweite kam beim Abbruch des alten Waschhauses zum Vorschein. Er befindet sich auf dem heutigen Kirchenvorplatz.
Das Geläut wurde am 29. Januar 1988 in der Glockengiesserei H. Rüetschi, Aarau, gegossen. Die vier Glocken sind den vier Evangelisten gewidmet und tragen lateinische Zitate des jeweiligen Evangeliums.
| Glocke | Durchmesser | Ton | Widmung  | Inschrift |
| ------ | ----------- | --- | -------- | --- |
| 1      | 1030 mm     | g′  | Markus   | Quoniam appropinquavit regnum dei poenitemini et credite evangelio. (Das Reich Gottes ist nahe. Kehrt um und glaubt an das Evangelium [Mk 1,15])       |
| 2      | 850 mm      | h′  | Lukas    | Estote ergo misericordes sicut et pater vester misericors est. (Seid barmherzig, wie es auch euer Vater ist [Lk 6,36])                                 |
| 3      | 720 mm      | d″  | Johannes | Pater sancte serva eos in nomine tuo, ut sint unum sicut et nos.(Heiliger Vater, bewahre sie in deinem Namen, damit sie eins sind wie wir [Joh 17,11]) |
| 4      | 630 mm      | e″  | Matthäus | Beati pacifici quoniam filii dei vocabuntur. (Selig, die Frieden stiften, denn sie werden Söhne Gottes genannt werden [Mt 5,9])                        |

### Innenraum und künstlerische Ausstattung

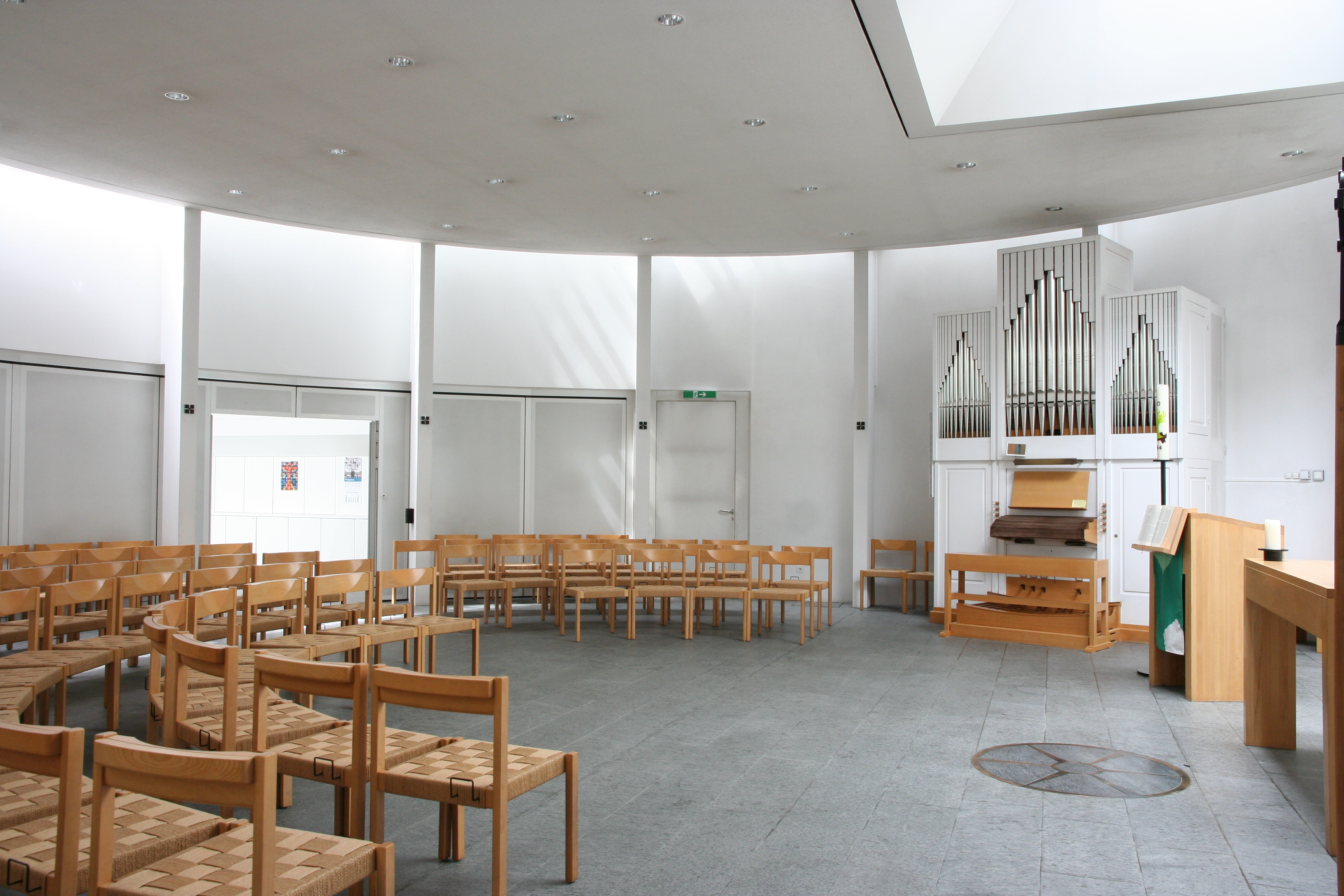
Innenansicht

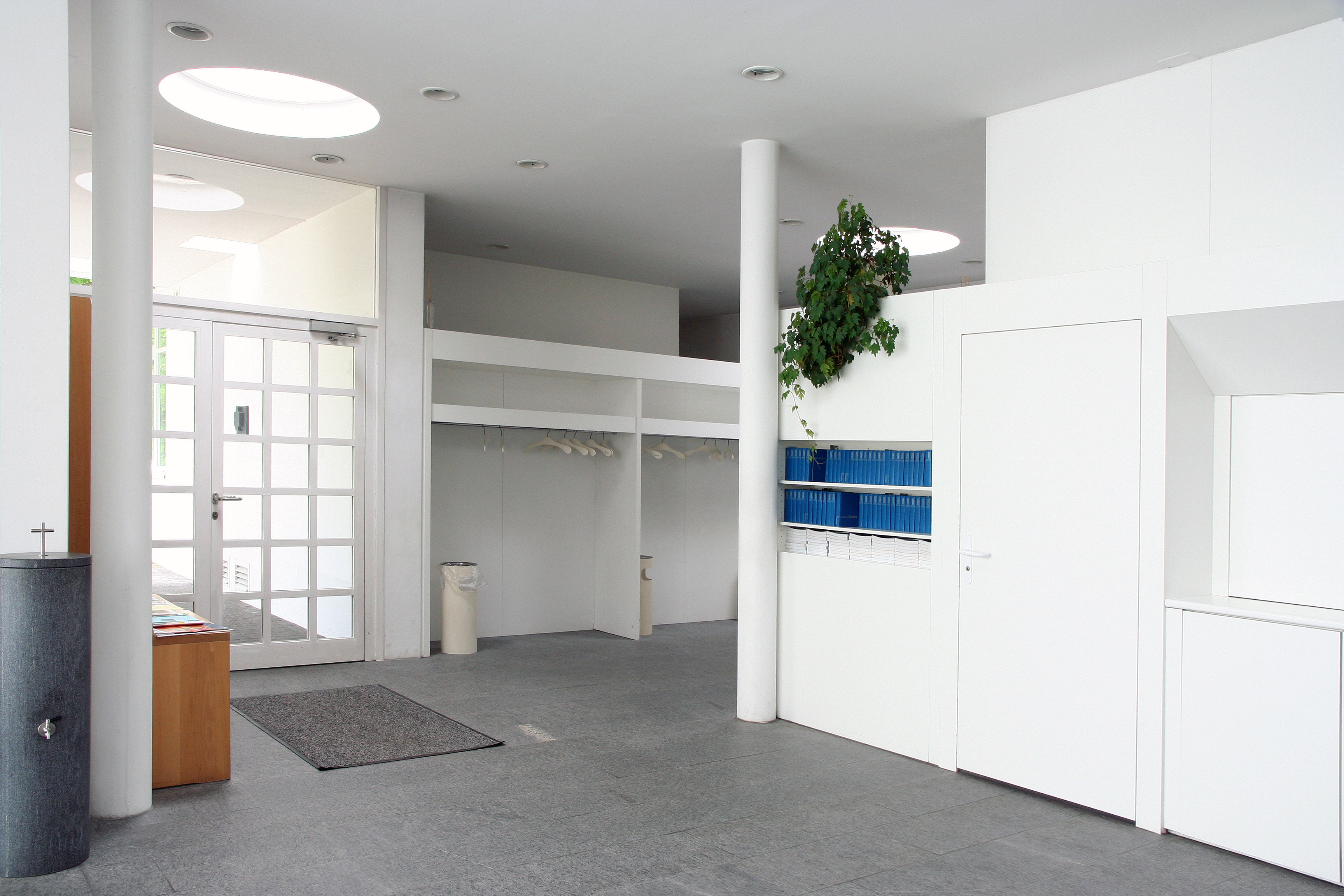
Foyer

Über einen Weg gelangt der Besucher von der Alten Landstrasse am Haus Chrüzbüel vorbei zum Foyer der Kirche und von dort in den Rundbau der Kirche hinein. Durch Oberlichter wird der Rundbau vom hellen Tageslicht durchflutet. Holzstühle sind im Halbkreis um den Altar gruppiert. Die Kirche bietet 120 Personen Platz und kann durch das Öffnen der Kirchenwand zum Foyer hin auf 230 Plätze vergrössert werden. Altar, Ambo und Tabernakel wurden vom Architekten Erwin Peter Nigg entworfen und von Handwerkern realisiert. Vier Altartücher, die je nach liturgischer Jahreszeit den Altarraum schmücken, wurden von Roman Candio hergestellt. Die Madonna stammt von Werner A. Weber. Im Boden vor dem Altar ist das Meditationsrad des Bruder Klaus eingelassen.
Der Rundbau der Kirche Heilig Chrüz bietet den Gläubigen nicht nur Geborgenheit, sondern setzt räumlich um, was die Liturgiekonstitution des Zweiten Vatikanischen Konzils gefordert hatte: die Gemeinschaft von Gläubigen und Seelsorger. Bewusst wurde beim Bau der Kirche auf einen erhöhten Altarraum verzichtet, der Boden ist in der ganzen Kirche gleich hoch. Die Symbole Kreis und Kreuz prägen die Gestaltung der ganzen Kirche: der Rundbau mit seinem Bedeutungsmittelpunkt, dem Altar, und das Oberlicht, das in Form eines grossen Quadrates mit eingeschriebenem Kreuz gestaltet wurde. Tabernakel, Kreuzweg und das Passionskreuz nehmen diese Gestaltungselemente erneut auf.

### Orgel

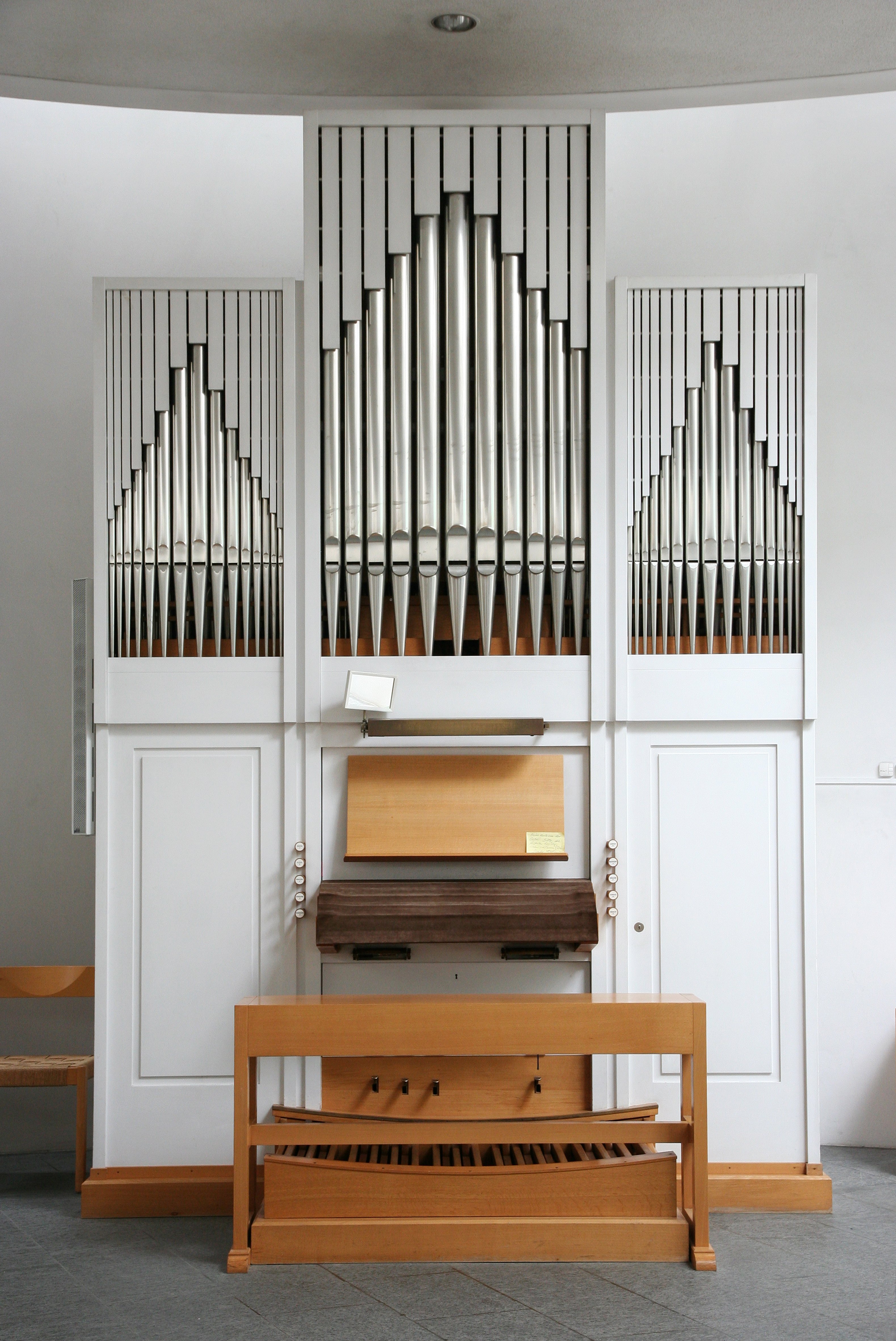
Mathis-Orgel von 1990

Die Orgel wurde 1990 von der Firma Mathis, Näfels, erbaut. Neun Register verteilen sich auf zwei Manuale samt Pedal.
Disposition:
| I Manual C–g3 |    |
| Rohrflöte     | 8′ |
| Spitzgambe    | 8′ |
| Principal     | 4′ |
| Flöte         | 2′ |
| Mixtur        | 1′ |

| II Manual C–g3 |       |
| Gedackt        | 8′    |
| Blockflöte     | 4′    |
| Larigot        | 1 ⁄3′ |

| Pedal C–f1 |         |
| Subbass    | 16′     |
| Gedackt    | 8′ Ext. |

- Tremulant
- Koppeln als Tritte